# (7438) Misakatouge
(7438) Misakatouge est un astéroïde de la ceinture principale.

## Description
(7438) Misakatouge est un astéroïde de la ceinture principale. Il fut découvert le 12 mai 1994 à Kuma Kogen par Akimasa Nakamura. Il présente une orbite caractérisée par un demi-grand axe de 2,36 UA, une excentricité de 0,14 et une inclinaison de 5,8° par rapport à l'écliptique.

## Compléments